# Hiram, Ohio
Hiram là một làng thuộc quận Portage, tiểu bang Ohio, Hoa Kỳ. Năm 2010, dân số của làng này là 1406 người.

## Dân số
- Dân số năm 2000: 1242 người.
- Dân số năm 2010: 1406 người.